# 権現

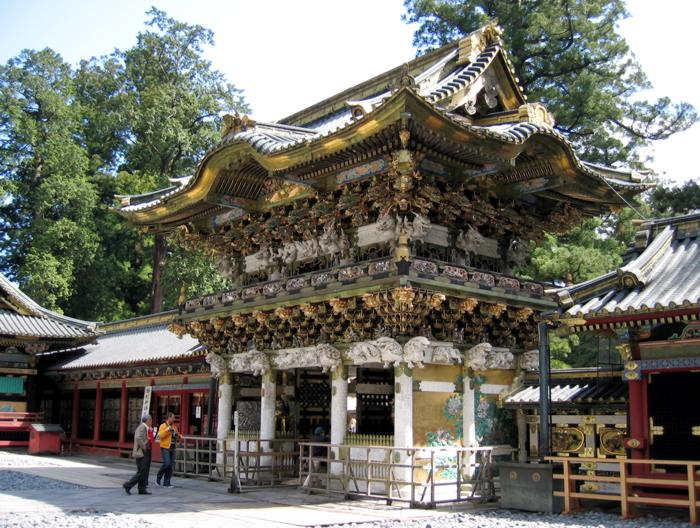
日光東照宮。徳川家康を神格化した東照大権現（本地は薬師如来）を祀る。

権現（ごんげん）は、日本の神の神号の一つ。日本の神々を仏教の仏や菩薩が「仮の姿」で現れたものとする本地垂迹思想による神号である。権という文字は「権大納言」などと同じく「臨時の」「仮の」という意味で、仏が「仮に」神の形を取って「現れた」ことを示す。
インドのバラモン教やヒンドゥー教の神々は「天」という神号で護法善神として大乗仏教の天部に取り入れられたが、日本の神々が日本仏教に取り入れられた際には本地垂迹思想に基づき権現という神号が多く用いられた。権現には山王神道（天台宗）・両部神道（真言宗）に基づくものや、自然崇拝（山岳信仰）と修験道が融合したもの等があり、民間信仰においては地域の名士や不慮の死を遂げた人物などが死後に権現として祀られる例も見られる。なお、「明神号」と「権現号」が区別されずに使用される例も少なくはない。（愛宕権現＝愛宕明神、白山権現＝白山明神など）

## 神号の事例
春日大社は武甕槌命（一殿）・経津主神（二殿）・天児屋命（三殿）・比売神（四殿）の四柱の祭神を祀るが、中世には興福寺が神宮寺として支配的な影響力を持ったため、神仏習合に基づいて不空羂索観音（一殿）・薬師如来（二殿）・地蔵菩薩（三殿）・十一面観音（四殿）をそれぞれの本地仏とし、社にちなんで「春日権現」（もしくは春日明神）と総称した。また、複数の祭神を祀っている社では「六所権現」などと呼ぶこともあり、この場合は複数の神の総称である。神号との組み合わせにより「日光三所権現」、「熊野十二所権現」などのように称される。全国的に最も多く見られるのは「白山権現」、「立山権現」、「羽黒権現」などのように、「山名（もしくは地名）＋権現号」という組み合わせである。その他、少数ではあるが「摩利支天権現」、「薬師権現」、「釈迦権現」のように本地仏の名前がそのまま用いられる例や、「天妃媽祖権現」（媽祖）、「徐福権現」（徐福）、「将門権現」（平将門）などのように神名や人名を用いた例、「猫又権現」、「大蛇権現」などのように動物由来の例も見られる。以上のことは明神号にも多く共通する。

## 神仏分離・廃仏毀釈
明治維新の神仏分離令（神仏判然令）で権現社・権現宮・権現堂の多くが廃され、「権現」の神号や修験道が一時禁止されたため、権現を祀る神社の多くは本地仏を廃して祭神（垂迹神）のみを祀るようになった。祭神が不詳な権現には復古神道・国学の学説に基づき、記紀神話の神を比定した。

## 主な権現
- 愛宕権現
- 秋葉権現
- 石鎚大権現
- 飯縄権現
- 越知大権現 - 白山修験
- 熊野権現
- 金毘羅権現
- 三鬼大権現
- 蔵王権現
- 鈴鹿権現 - 巫覡
- 清瀧権現
- 立山権現 - 立山修験
- 智明権現
- 根津権現
- 白山権現 - 白山修験
- 羽黒権現 - 羽黒修験
- 箱根権現
- 八王子権現
- 飛瀧権現
- 日吉山王権現 - 山王神道
- 二荒権現 - 日光修験
- 瑜伽大権現
- 英彦山権現
- 白峯大権現